# イルカ・セングン
イルカ・セングン（Ilqa Senggüm, ? - 1204年?）は、モンゴル高原中央部の遊牧民集団ケレイト部（カン国）の人物。オン・カンの長男。

## 名前について
『元朝秘史』『元史』などの漢語表記では桑昆、你勒中合 桑昆（Nilqa Senggüm）、ニルカ・セングン、亦臈喝 鮮昆など。『集史』などのペルシア語表記では ايلقا سنكوم Īlqā Sankūm。イラカ・セングム、イルカ・サングンとも。「ニルカ（Nilqa）」とは「幼児、坊や」の意であり、『元朝秘史』では「セングン坊や」と呼ばれている。一方『集史』や『親征録』の言う「イルカ（Īlqā）」とは「虻」の意であるとしている。名前の「セングン（Senggüm）」あるいは「サングン（Sankūm）」は、中国語における宰相の尊称である「相公」の音が契丹語に取り入れられて「詳穏」となり、それがモンゴル語で訛って「セングン」となったもので、当時、貴人の称号や人物名として遊牧民に好んで採用された語。

## 生涯
ケレイト・カン国最後のカン（君主）となるオン・カン（本名はトオリル）の子。モンゴルのチンギス・カンの創業に関する説話を収めた『元朝秘史』によれば、イルカ・セングンはオン・カンの一人息子であるとされるが、『集史』「ケレイト部族誌」などによれば、他にもイルハン朝の始祖フレグの第一正妃ドクズ・ハトゥンの父であるイク ايقو Īqū という男子の兄弟がいたという。
後のオン・カンこと父トオリルは、即位後数度にわたる親族への粛清の結果生じた弟エルケ・カラの反乱によってケレイト・カン国を放逐され、諸国を放浪した末、かつてモンゴル部族のイェスゲイと結んだ盟友（アンダ）関係を頼って再びモンゴル部族のところへ落ち延びてきた。『集史』によるとこの時トオリルがモンゴル部族を頼ったのは、イェスゲイの長男テムジン（後のチンギス・カン）がイェスゲイ亡き後再びキヤト氏族の有力者として成長したことを聞きつけたからで、テムジンはトオリルを歓待し、両者は父子の契りとイェスゲイの時と同じくアンダの契りをも結んで同盟した。このことから、その子であるイルカ・セングンとテムジンとの関係もアンダ（盟友）として扱われた。
12世紀の暮れから13世紀の初頭にかけて、トオリルとテムジンが共同でモンゴル高原周縁部の諸部族と戦い、勢力を広げる過程で父とともに転戦する。1196年、トオリルとテムジンは連合して金朝の右丞相（『元朝秘史』で王京丞相（オンギン・チンサン）と呼ばれる）の完顔襄によるタタル部族討伐（ウルジャ河の戦い）に参加し、父トオリルはこの軍功によって金朝より「王（ワン）」（モンゴル語発音で「オン」）の称号を下賜され以後「オン・カン」と呼ばれるようになった。しかしイルカ・セングンはテムジンが父と並んで勢力を拡大していることを嫌い、テムジンと戦って敗れたモンゴル部ジャダラン氏のジャムカと気脈を通じて、父にテムジンとの同盟を破棄するよう讒言した。
1202年、オン・カンとテムジンは同盟を深めるために縁組を行うよう協議し、テムジンは長男ジョチの妻にオン・カンの末娘のチャウル・ベキを求めた。しかし、あくまでテムジンを義子として扱うオン・カンは息子のイルカ・セングンの娘をジョチの妻に出そうとしたり、またはセングンの嫡子のトス・ブカ（『元朝秘史』ではトサカ）にテムジンの娘のコジン・ベキを求めていたために、両者の反目が起こり、セングンはついにジャムカと謀ってケレイトの営中を訪れるテムジンを謀殺しようと試みた。この企ては、陰謀を察知したテムジンがオン・カン訪問を取りやめたため失敗したが、セングンはさらに父に対してテムジンへの讒言を繰り返した。
翌1203年春、オン・カンはついにセングンの言に乗り、突如テムジンの幕営を襲おうとするが、これも事前に発覚して失敗する。テムジンは夜通し逃れてカラ・カルジト砂漠で野営したが、ケレイト軍は追いつき、そこで戦闘になる。両軍は入り乱れ、セングンはそこで頬に矢傷を受けてしまう。両軍とも疲弊したため日暮れと共に兵を退いた。テムジンはバルジュナ湖まで逃れて体勢を立て直すと、使者をケレイトに送ってオン・カン父子の不信行為を非難した。オン・カンは今度は自分とテムジンを争わせたイルカ・セングンを詰ったが、セングンは父を押し切ってテムジンに対する最後通牒をもって返答した。
同年の冬、テムジンの軍がチェチェエル・ウンデュル山付近で酒盛りをしていたケレイト軍を夜襲して三日三晩包囲した末、ついにケレイト部は降伏した。オン・カンとイルカ・セングンはなんとか逃げのびたものの、ナイマンの国境付近のディディク・サカル（ネクン・ウスン）という地を守備するコリ・スベチにオン・カンが殺害されてしまう。セングンのみは西夏のエチナ城を過ぎ、ブリ・チベットの方面に亡命したが、この地方で現地の住民に対する略奪を行ったために恨みを買ってさらに西のタリム盆地に逃れた。セングンはクチャのクサト・チャル・カシュメという地で現地を支配するカラハン朝のカラジ族のスルターンであるキリジ・カラによって妻子とともに捕らえられ、処刑された。

## 子
- トス・ブカ（トサカ）

## 参考資料
- ドーソン（訳注：佐口透）『モンゴル帝国史1』（1989年、平凡社、ISBN 4582801102）
- 訳注：村上正二『モンゴル秘史2 チンギス・カン物語』（平凡社、1972年、ISBN 4582802095）